# Lost Frequencies
Felix De Laet (Bruselas; 30 de noviembre de 1993), conocido por su nombre artístico Lost Frequencies, es un DJ, remezclador y productor discográfico belga. Saltó a la fama en 2014 por su sencillo «Are You With Me», y tuvo un éxito continuo en las lista musicales con «Reality» en 2015, y «Where Are You Now» en 2021.

## Primeros años
Felix De Laet nació el 30 de noviembre de 1993 en Bruselas, Bélgica. Es hijo de padres músicos. Estudió en el Colegio Sint-Jan Berchmans de Bruselas y en el Colegio Paters Jozefieten de Melle (Gante). Luego comenzó una Licenciatura en Economía en la Solvay Brussels School of Economics and Management (SBS-EM). 

## Carrera

### 2014-2015: Are You with Me
En 2014, Lost Frequencies hizo un remix de «Are You With Me» del artista country Easton Corbin. La canción apareció en el álbum del 2012 de Corbin, All Over the Road, pero no tiene un lanzamiento como sencillo. Lost Frequencies hizo el remix del tema y lo lanzó como un sencillo el 27 de octubre de 2014. La pista lideró las listas en Bélgica Ultratop chart el 15 de noviembre de 2014, también alcanzó el número dos en el Walloon, del mismo país. En el 2015, el sencillo estuvo en la cima del top de las listas en países como Australia, Austria, Alemania, Irlanda, Suiza y el Reino unido. Además tiene un título en distintos países alrededor de Europa, alcanzó el Top 10 en Finlandia, Francia, Países Bajos, Noruega, España y Suecia.

### 2016–2017: Less Is More
El 3 de junio de 2016, Lost Frequencies lanzó su sencillo, «Beautiful Life», con Sandro Cavazza, que es el sencillo principal de su álbum debut de estudio. Anunció en Twitter que planeaba lanzar el álbum en septiembre de 2016.  El 8 de septiembre, realizó una remezcla de la canción de «Cold Water» en colaboración de Justin Bieber del artista Major Lazer. 
Su primer álbum de estudio Less Is More se estrenó el 21 de octubre de 2016 por Lost & Cie bajo licencia exclusiva de Armada Music y Ultra Music. «Are You with Me» se lanzó como primer sencillo el 26 de enero de 2015. «Reality» (con Janieck Devy) fue estrenado como el segundo sencillo el 24 de mayo de 2015. Posteriormente «Beautiful Life» (con Sandro Cavazza ) y «What Is Love 2016» se publicaron como tercer y cuarto sencillo de la producción discográfica el 3 de junio de 2016 y 7 de octubre de 2016, respectivamente. «All or Nothing» se lanzó como el quinto sencillo y último sencillo el 17 de febrero de 2017.
Se unió a la gira de The Chainsmokers durante los meses de mayo y junio de 2017. Less Is More fue preseleccionado por IMPALA (The Independent Music Companies Association) para el Premio al Álbum del Año 2016, que premia anualmente el mejor álbum lanzado a nivel europeo, con discográfica independiente.

### 2018–presente: Alive and Feeling Fine
En asociación con Armada Music, De Laet lanzó su propio sello discográfico llamado Found Frequencies, declaró que "servirá como un hogar" para su música y como el "sello de referencia para talentos emergentes".   
El 15 de septiembre de 2019, Lost Frequencies anunció a través de Instagram la fecha de lanzamiento del álbum, y también publicó una foto de su portada. El 30 de septiembre, indicó que lanzaría simultáneamente su álbum junto al sencillo «Before Today» con Natalie Slade.
Su segundo álbum de estudio titulado Alive and Feeling Fine se estrenó el 4 de octubre de 2019. La producción discográfica se compone de dos partes, la primera contiene las ocho pistas lanzadas por el DJ desde su canción «Crazy» de 2017, junto a nuevas canciones, mientras que la segunda parte contiene principalmente remixes. Según Lost Frequencies, el nombre del álbum se inspiró en la letra "Estoy vivo y me siento bien" de la canción «Sun Is Shining», que se lanzó en agosto de 2019.

## Ranking DJmag
DJmag
| DJ               | 2017 | 2018 | 2019 | 2020 | 2021 | 2022 | 2023 | 2024 |
| ---------------- | ---- | ---- | ---- | ---- | ---- | ---- | ---- | ---- |
| Lost Frequencies | 26°  | 17°  | 20°  | 21°  | 25°  | 28°  | 22°  | 20°  |

## Discografía
- 2016: Less Is More
- 2019: Alive and Feeling Fine
- 2020: Cup of Beats
- 2023: All Stand Together

## Premios y nominaciones
| Año  | Premio           | Trabajo nominado  | Categoría           | Resultado | Ref.   |
| ---- | ---------------- | ----------------- | ------------------- | --------- | ------ |
| 2016 | Premios Echo     | «Are you with Me» | Baile internacional | Ganador   | [ 21 ] |
| 2016 | Premios Echo     | «Are you with Me» | Canción del año     | Ganador   | [ 21 ] |
| 2017 | WDM Radio Awards | Él mismo          | Talento nuevo       | Nominado  |        |